# Pelousey
Pelousey ist eine französische Gemeinde mit 1588 Einwohnern (Stand: 1. Januar 2022) im Département Doubs in der Region Bourgogne-Franche-Comté. Sie gehört zum Arrondissement Besançon und ist Mitglied im Gemeindeverband Grand Besançon Métropole. Die Bewohner werden Pelouséens und Pelouséennes genannt.

## Geographie
Pelousey liegt auf 240 m, etwa neun Kilometer westnordwestlich der Stadt Besançon (Luftlinie). Das Dorf erstreckt sich in der Talmulde der Noue in der leicht gewellten Landschaft zwischen den Flussläufen von Doubs im Süden und Ognon im Norden.
Die Fläche des 6,18 km² großen Gemeindegebiets umfasst einen Abschnitt südlich des Ognon. Der zentrale Teil des Gebietes wird von der Talmulde der Noue eingenommen. Diese fließt nach Westen und mündet unterhalb des Dorfes in die Lanterne, welche ihr Wasser dem Ognon zuführt. Ein Abschnitt dieser breiten Talniederung wie auch des westlich angrenzenden Waldgebietes Bois du Chanois gehört zu Pelousey. Im Nordwesten verläuft die Grenze im Bereich der Talenge beim Château d’Uzel. Nach Norden und Osten erstreckt sich das Gemeindeareal in die leicht gewellte Landschaft zwischen Doubs und Ognon, die teils mit Acker- und Wiesland, teils mit Wald bestanden ist. Dabei reicht das Gebiet im Norden bis in den Bois du Grand Bugnoz und im Osten an den Fuß des Mont. Mit 313 m wird auf einer Anhöhe östlich des Dorfes die höchste Erhebung von Pelousey erreicht.
Zu Pelousey gehört der Weiler Barband (260 m) im Tälchen der Noue. Nachbargemeinden von Pelousey sind Moncley und Les Auxons im Norden, Pouilley-les-Vignes im Osten und Süden sowie Chaucenne im Westen.

## Geschichte
Erstmals urkundlich erwähnt wird Pelousey im Jahr 1153 unter dem Namen Polosel. Der Ortsname stammt ursprünglich aus dem Keltischen und bedeutet so viel wie wilde Pflaume. Zusammen mit der Franche-Comté gelangte das Dorf mit dem Frieden von Nimwegen 1678 definitiv an Frankreich.

## Sehenswürdigkeiten
Die Kirche Saint-Martin stammt ursprünglich aus dem 12. Jahrhundert, wurde aber im Lauf der Zeit mehrfach umfassend restauriert und umgestaltet, so dass ihre heutige Form auf einen Umbau von 1757 bis 1760 zurückgeht. An erhöhter Lage am Rand des Lanterne-Tals steht das Château d’Uzel, das zu Beginn des 17. Jahrhunderts erbaut und später verändert wurde. Daneben befindet sich eine moderne Kapelle (1960–1965). Heute beherbergt das Schloss ein sogenanntes Centre d’aide par le travail (CAT), in dem Behinderten bei der Integration in Gesellschaft und Arbeit geholfen wird.

## Bevölkerung
| Jahr                       | 1962 | 1968 | 1975 | 1982 | 1990 | 1999 | 2016 |
| Einwohner                  | 230  | 242  | 425  | 534  | 902  | 1215 | 1511 |
| Quellen: Cassini und INSEE |      |      |      |      |      |      |      |

Mit 1588 Einwohnern (Stand 1. Januar 2022) gehört Pelousey zu den mittelgroßen Gemeinden des Départements Doubs. Nachdem die Einwohnerzahl in der ersten Hälfte des 20. Jahrhunderts abgenommen hatte (1891 wurden noch 441 Personen gezählt), wurde seit Beginn der 1960er Jahre ein markantes Bevölkerungswachstum verzeichnet. Seither hat sich die Einwohnerzahl fast versiebenfacht.

## Wirtschaft und Infrastruktur
Pelousey war bis weit ins 20. Jahrhundert hinein ein vorwiegend durch die Landwirtschaft (Ackerbau, Obstbau und Viehzucht) geprägtes Dorf. Die Wasserkraft der Lanterne wurde im 19. Jahrhundert für den Betrieb einer Mühle genutzt. Heute gibt es verschiedene Betriebe des Klein- und Mittelgewerbes. Seit den 1970er Jahren hat sich im Tal der Lanterne eine Gewerbezone entwickelt. Hier haben sich Betriebe der Branchen Kunststoffverarbeitung, Herstellung von Uhrenarmbändern und Druckereiwesen niedergelassen. Mittlerweile hat sich das Dorf auch zu einer Wohngemeinde gewandelt. Viele Erwerbstätige sind deshalb Wegpendler, die in der Agglomeration Besançon ihrer Arbeit nachgehen.
Die Ortschaft liegt abseits der größeren Durchgangsstraßen an einer Departementsstraße, die von Pouilley-les-Vignes nach Émagny führt. Der nächste Anschluss an die Autobahn A36, welche das Gemeindegebiet durchquert, befindet sich in einer Entfernung von ungefähr sieben Kilometern. Weitere Straßenverbindungen bestehen mit Noironte, Auxon-Dessous und Miserey-Salines.